# Ls (Unix)

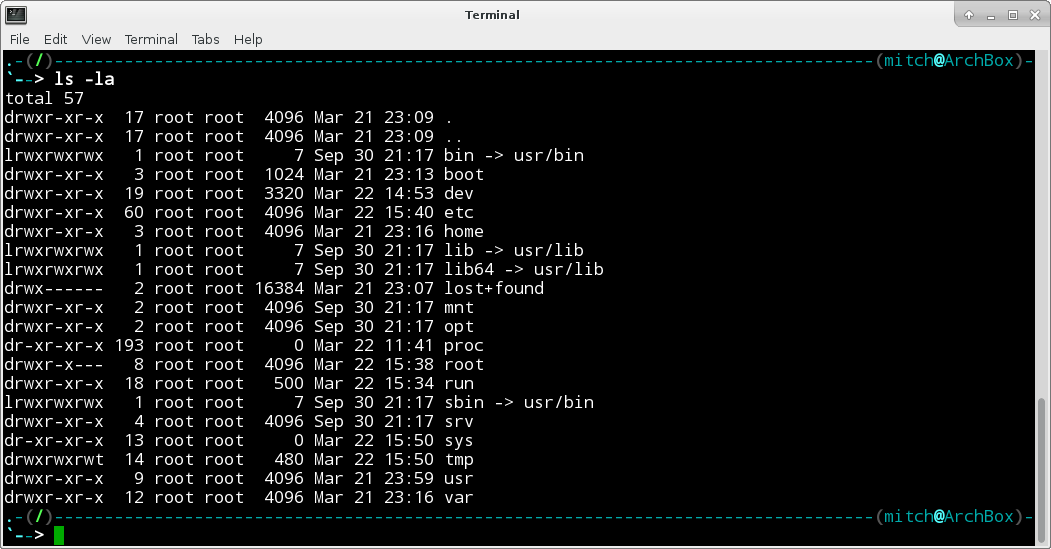
Screenshot van het commando ls.

Onder Unix en zijn varianten is ls (list) een commando om de bestandslijst in een directory weer te geven. Zonder argumenten wordt de inhoud van de werkdirectory (= huidige directory) getoond.

## Voorbeeld
```
ufo@sp500:~/perl> ls -Slr
total 100
-rw-r--r--    1 ufo      users       20317 2003-03-02 11:54 xperibot-0.2.0.tar.gz
-rw-r--r--    1 ufo      users       20878 2003-03-23 18:47 xperibot-0.2.1.tar.gz
-rw-r--r--    1 ufo      users       22048 2003-06-05 13:23 xperibot-0.2.2.tar.gz
-rw-r--r--    1 ufo      users       38213 2003-07-09 13:23 geheim_plan.txt

```

## Enkele argumenten
- -S: sorteer op bestandsgrootte
- -l: lang formaat, inclusief o.a. gebruikersnaam, grootte, datum, tijd
- -r: draai de volgorde om
- -R: recursief, geef ook de inhoud van de subdirectory('s) weer
- -a: geef ook de bestandsnamen weer die beginnen met een punt ("verborgen bestanden")
- -d: geef bij directory-argumenten niet de inhoud ervan weer, maar slechts de directorynaam zelf

## Uitvoerformaat
Als het commando ls wordt uitgevoerd geeft het het volgende resultaat.
| Permissies | Aantal harde links | Eigenaar | Groep | Grootte | Wijzigingsdatum | Bestandsnaam          |
| ---------- | ------------------ | -------- | ----- | ------- | --------------- | --------------------- |
| -rw-r--r-- | 1                  | ufo      | users | 22048   | 2003-06-05      | xperibot-0.2.2.tar.gz |

De permissies -rw-r--r-- moeten als volgt gelezen worden:
Het eerste teken is het type van het bestand. Globaal zijn er vijf typen:
- -: een normaal bestand
- d: een directory
- b: een block-apparaat
- c: een character-apparaat
- l: een symbolische link, zie ln

De drie tekens daarna geven de permissies voor de eigenaar ten opzichte van het bestand aan.
- r: mag lezen
- w: mag schrijven
- x: mag uitvoeren
- -: geen toegang voor deze functie

De drie daarna zijn de permissies voor andere groepsleden en de laatste drie betreffen de wereld, de rest van de gebruikers.
Het bovenstaande voorbeeld is dus een normaal bestand dat de gebruiker ufo zowel mag lezen als wijzigen, terwijl de rest van de gebruikers het alleen maar mag lezen.